# Jonathan Akpoborie
Jonathan Akpoborie (n. Lagos, Nigeria, 20 de mayo de 1968) es un exfutbolista nigeriano. Se desempeñaba en la posición de delantero y realizó casi toda su carrera en Alemania, donde militó en clubes como Wolfsburgo y Stuttgart. Con este último equipo, obtuvo el subcampeonato de la Recopa de Europa 1997-98, pero fue el goleador de su equipo en ese torneo, marcando 6 goles y compartiendo ese puesto con el alemán Fredi Bobic, que jugaba en el mismo equipo del nigeriano.

## Selección nacional
Fue internacional con la selección de fútbol de Nigeria en 13 ocasiones y anotó solo 4 goles. Participó con la selección Nigeria sub-20, en la Copa Mundial de la Categoría de 1987 que se realizó en Chile, donde su selección quedó eliminada en primera fase y con la selección nigeriana adulta, estuvo presente 2 copas africanas de naciones (la primera en 1992, realizada en Senegal y la segunda en 2000, realizada en su país en conjunta con Ghana), donde su selección obtuvo el subcampeonato en ambas ediciones.

### Participaciones en Copa Africana
| Mundial            | Sede           | Resultado  |
| ------------------ | -------------- | ---------- |
| Copa Africana 1992 | Senegal        | Subcampeón |
| Copa Africana 2000 | Ghana- Nigeria | Subcampeón |

## Clubes
| Club                | País           | Año       |
| ------------------- | -------------- | --------- |
| Julius Berger       | Nigeria        | 1986-1987 |
| Brooklyn College    | Estados Unidos | 1987-1990 |
| FC Saarbrücken      | Alemania       | 1990-1992 |
| Carl Zeiss Jena     | Alemania       | 1992-1994 |
| Stuttgarter Kickers | Alemania       | 1994-1995 |
| Waldhof Mannheim    | Alemania       | 1995      |
| Hansa Rostock       | Alemania       | 1996-1997 |
| Stuttgart           | Alemania       | 1997-1999 |
| Wolfsburgo          | Alemania       | 1999-2001 |
| FC Saarbrücken      | Alemania       | 2002-2003 |